# Le Theil-en-Auge
Le Theil-en-Auge est une commune française située dans le département du Calvados en région Normandie, peuplée de 197 habitants.

## Géographie

### Hydrographie
La commune est située dans le bassin Seine-Normandie. Elle est drainée par le ruisseau de la Planche du Theil et le fossé 01 de la commune de la Theil-en-Auge,,.

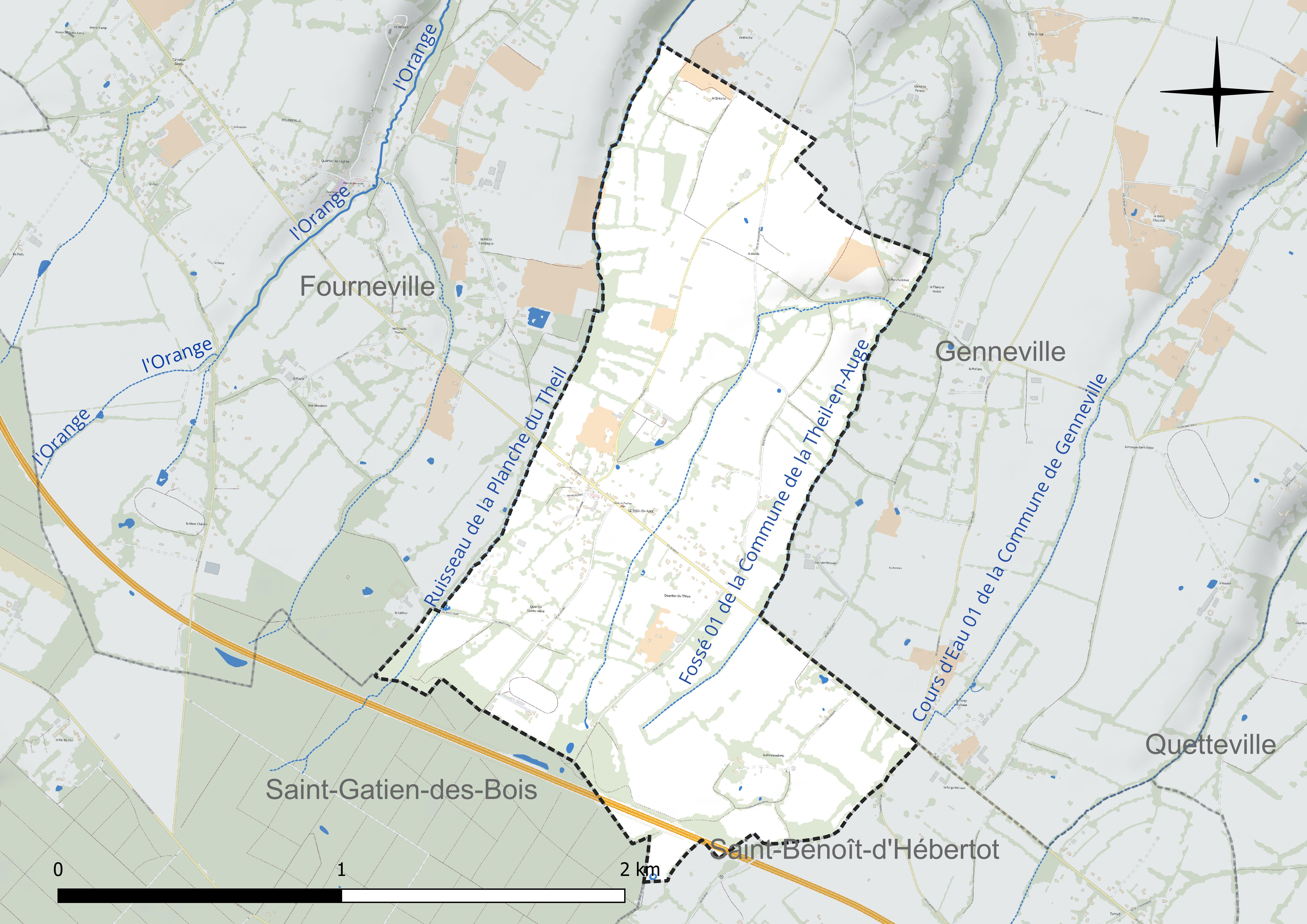
Réseau hydrographique du Theil-en-Auge.

### Climat
Pour des articles plus généraux, voir Climat de la Normandie et Climat du Calvados.
En 2010, le climat de la commune est de type climat océanique franc, selon une étude du CNRS s'appuyant sur une série de données couvrant la période 1971-2000. En 2020, Météo-France publie une typologie des climats de la France métropolitaine dans laquelle la commune est exposée à un climat océanique et est dans la région climatique Côtes de la Manche orientale, caractérisée par un faible ensoleillement (1 550 h/an) ; forte humidité de l'air (plus de 20 h/jour avec humidité relative > 80 % en hiver), vents forts fréquents. Parallèlement le GIEC normand, un groupe régional d'experts sur le climat, différencie quant à lui, dans une étude de 2020, trois grands types de climats pour la région Normandie, nuancés à une échelle plus fine par les facteurs géographiques locaux. La commune est, selon ce zonage, exposée à un « climat contrasté des collines », correspondant au Pays d'Auge, Lieuvin et Roumois, moins directement soumis aux flux océaniques et connaissant toutefois des précipitations assez marquées en raison des reliefs collinaires qui favorisent leur formation.
Pour la période 1971-2000, la température annuelle moyenne est de 10,2 °C, avec  une amplitude thermique annuelle de 13 °C. Le cumul annuel moyen de précipitations est de 921 mm, avec 13,2 jours de précipitations en janvier et 8,9 jours en juillet. Pour la période 1991-2020, la température moyenne annuelle observée sur la station météorologique la plus proche, située sur la commune de Saint-Gatien-des-Bois à 5 km à vol d'oiseau, est de 11,0 °C et le cumul annuel moyen de précipitations est de 920,4 mm,. Pour l'avenir, les paramètres climatiques de la commune estimés pour 2050 selon différents scénarios d'émission de gaz à effet de serre sont consultables sur un site dédié publié par Météo-France en novembre 2022.

## Urbanisme

### Typologie
Au 1er janvier 2024, Le Theil-en-Auge est catégorisée commune rurale à habitat dispersé, selon la nouvelle grille communale de densité à 7 niveaux définie par l'Insee en 2022.
Elle est située hors unité urbaine. Par ailleurs la commune fait partie de l'aire d'attraction de Trouville-sur-Mer, dont elle est une commune de la couronne,. Cette aire, qui regroupe 35 communes, est catégorisée dans les aires de moins de 50 000 habitants,.

### Occupation des sols
L'occupation des sols de la commune, telle qu'elle ressort de la base de données européenne d'occupation biophysique des sols Corine Land Cover (CLC), est marquée par l'importance des territoires agricoles (98,2 % en 2018), une proportion sensiblement équivalente à celle de 1990 (98,3 %). La répartition détaillée en 2018 est la suivante : 
prairies (98,2 %), forêts (1,8 %), zones agricoles hétérogènes (0,1 %). L'évolution de l'occupation des sols de la commune et de ses infrastructures peut être observée sur les différentes représentations cartographiques du territoire : la carte de Cassini (XVIIIe siècle), la carte d'état-major (1820-1866) et les cartes ou photos aériennes de l'IGN pour la période actuelle (1950 à aujourd'hui).

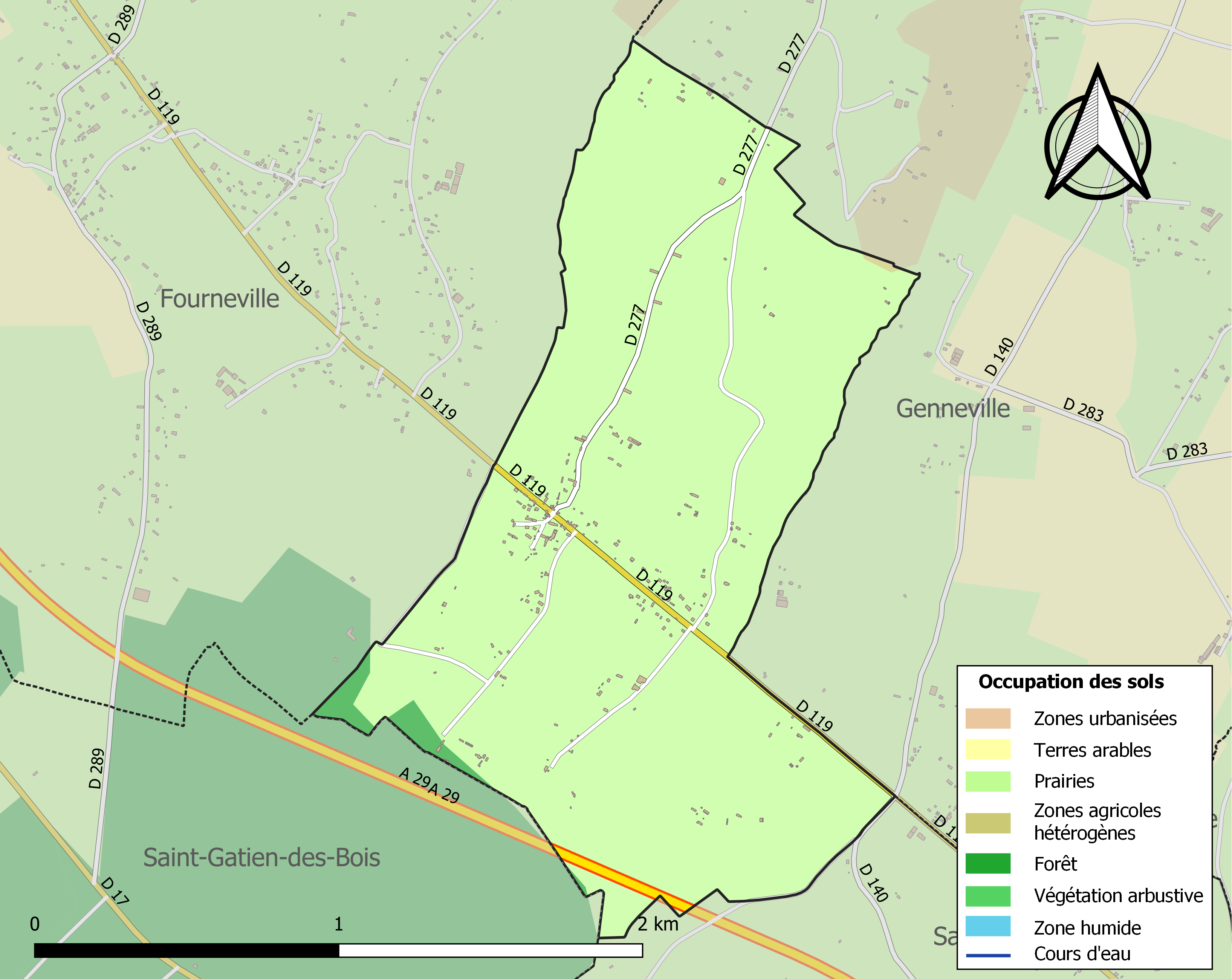
Carte des infrastructures et de l'occupation des sols de la commune en 2018 (CLC).

## Toponymie
Le nom de la localité est attesté sous la forme Tilia au XIVe siècle, La Rivière-le-Theil (citées ensemble) en 1801, Le Theil-en-Auge en 1936.
Le nom du Theil-en-Auge est issu de l'ancien français teil, variante de til « tilleul » et Auge du nom du pays d'Auge.

## Politique et administration
| Période                                  | Période   | Identité           | Étiquette | Qualité              |
| ---------------------------------------- | --------- | ------------------ | --------- | -------------------- |
| juin 1995                                | mars 2001 | Martine Groud      | SE        |                      |
| mars 2001                                | 2004      | Dominique Faugeras | SE        | Éleveur de chevaux   |
| 2004                                     | En cours  | Didier Eudes       | SE        | Technicien d'atelier |
| Les données manquantes sont à compléter. |           |                    |           |                      |

## Démographie
L'évolution du nombre d'habitants est connue à travers les recensements de la population effectués dans la commune depuis 1793. Pour les communes de moins de 10 000 habitants, une enquête de recensement portant sur toute la population est réalisée tous les cinq ans, les populations de référence des années intermédiaires étant quant à elles estimées par interpolation ou extrapolation. Pour la commune, le premier recensement exhaustif entrant dans le cadre du nouveau dispositif a été réalisé en 2004.
En 2022, la commune comptait 197 habitants, en évolution de +8,24 % par rapport à 2016 (Calvados : +1,58 %, France hors Mayotte : +2,11 %).
| 1793 | 1800 | 1806 | 1821 | 1831 | 1836 | 1841 | 1846 | 1851 |
| ---- | ---- | ---- | ---- | ---- | ---- | ---- | ---- | ---- |
| 274  | 223  | 275  | 303  | 278  | 304  | 245  | 258  | 233  |

| 1856 | 1861 | 1866 | 1872 | 1876 | 1881 | 1886 | 1891 | 1896 |
| ---- | ---- | ---- | ---- | ---- | ---- | ---- | ---- | ---- |
| 207  | 203  | 203  | 193  | 219  | 198  | 215  | 202  | 181  |

| 1901 | 1906 | 1911 | 1921 | 1926 | 1931 | 1936 | 1946 | 1954 |
| ---- | ---- | ---- | ---- | ---- | ---- | ---- | ---- | ---- |
| 178  | 178  | 173  | 154  | 168  | 161  | 153  | 127  | 173  |

| 1962 | 1968 | 1975 | 1982 | 1990 | 1999 | 2004 | 2006 | 2009 |
| ---- | ---- | ---- | ---- | ---- | ---- | ---- | ---- | ---- |
| 153  | 128  | 94   | 92   | 124  | 159  | 161  | 160  | 176  |

| 2014 | 2019 | 2022 | - | - | - | - | - | - |
| ---- | ---- | ---- | - | - | - | - | - | - |
| 178  | 192  | 197  | - | - | - | - | - | - |

## Lieux et monuments

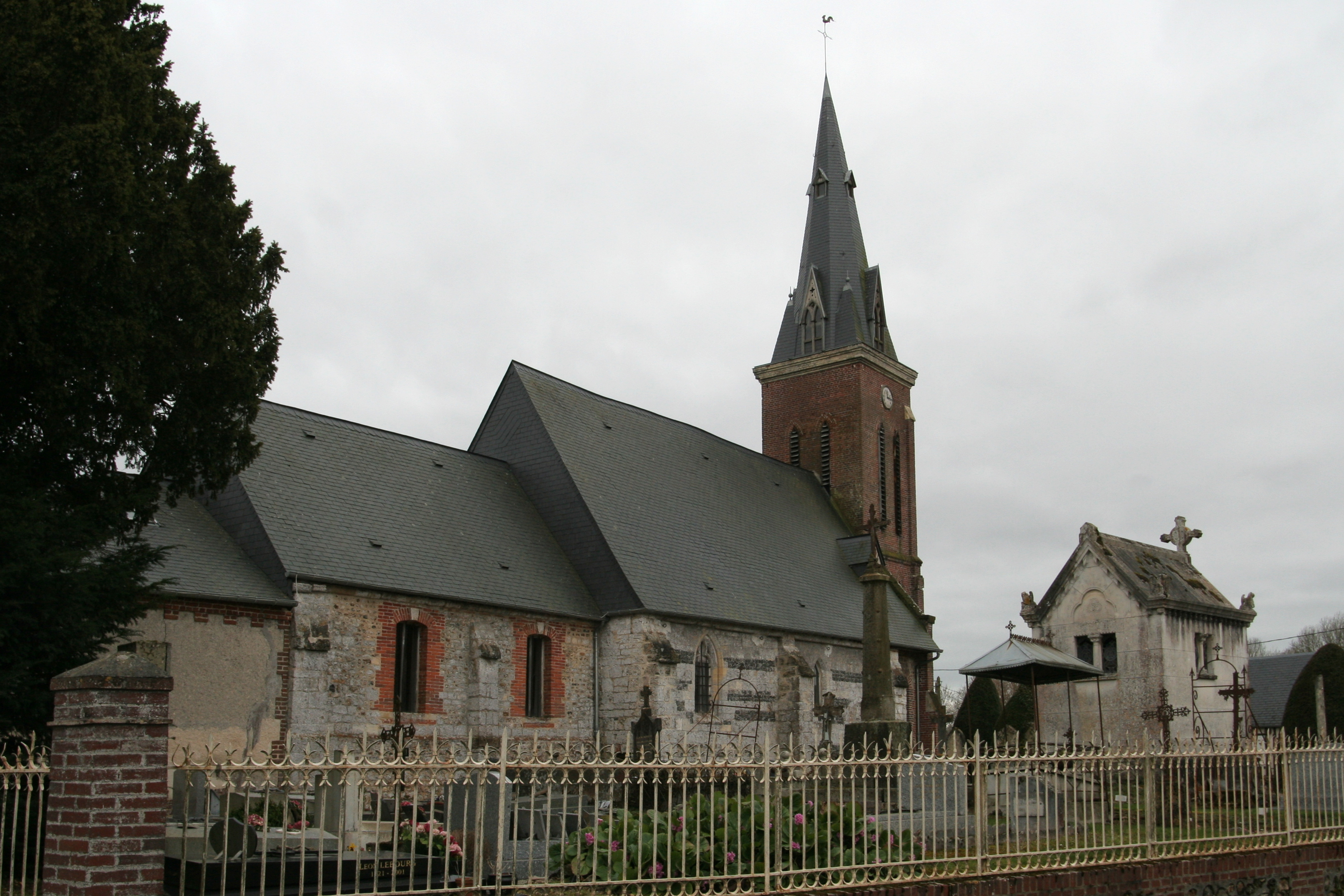
L'église Saint-Pierre.

- Il y aurait eu une voie romaine passant par Le Theil-en-Auge.
- L'église date du XIVe et du XVIe siècle. Sa toiture a été entièrement rénovée en 2008, à l'initiative notamment du maire Didier Eudes. Une cérémonie d'inauguration fêtant la fin de la réparation du clocher a eu lieu le 22 novembre 2008. Ses fonts baptismaux sont classés. Son harmonium ancien du XIXe siècle, rénové récemment et comprenant deux jeux et demi (flûte, clarinette, voix céleste et trémolo pour les dessus ; cor anglais et bourdon dans les basses) est toujours utilisé pour les cérémonies religieuses, et occasionnellement par un jeune harmoniumiste du village heureux de faire vibrer ses vieilles anches.
- La mairie : ce bâtiment insolite de par sa taille, 20 m2, n'est composé que d'une seule pièce.
- Plusieurs lavoirs sont visibles à divers endroits de la commune.

## Personnalités liées à la commune
- L'abbé Honoré Modelonde, fondateur de la Trinité à Paris, a été prêtre à l'église et est originaire de la commune. Il a légué à sa mort en 1882 une somme d'argent pour rénover l'église.